# Homoneura apotoma
Homoneura apotoma är en tvåvingeart som beskrevs av Kim 1994. Homoneura apotoma ingår i släktet Homoneura och familjen lövflugor. Inga underarter finns listade i Catalogue of Life.